# Buenaventura Fernández de Córdoba y Spínola
Buenaventura Fernández de Córdoba-Figueroa y Spínola de la Cerda, llamado también Ventura y a veces el apellido Spínola como Espinosa, (Madrid, 23 de febrero de 1724-6 de enero de 1777) fue un religioso y noble español, cardenal de la Iglesia católica y Patriarca de las Indias Occidentales. Tuvo la estima del rey Carlos III y su corte, en la cual vivió gran parte de su vida, y donde desarrolló sus actividades en torno a la capilla real y otros cargos anexos al ejercicio de esta dignidad en el palacio real. 

## Biografía
Hijo del duque de Medinaceli Nicolás Fernández de Córdoba y de la Cerda y de su esposa Jerónima Spínola y de la Cerda. Realizó la carrera de Letras. Inicialmente ostentó las dignidad de arcediano de Talavera y abad de Rute y Oñate, además de convertirse en sumiller de cortina del rey Carlos III, el cual en 1761, con la muerte del cardenal Mendoza, le otorgó la dignidad de patriarca de las Indias Occidentales y vicario general del ejército y de la armada, además de los cargos de cura y limosnero mayor, así como el de juez de la capilla real y abad de Alcalá la Real.
El 28 de junio de aquel año también fue consagrado arzobispo de Neocesárea en el monasterio de San Jerónimo el Real de la mano del inquisidor general Manuel Quintano Bonifaz; fue su padrino de ceremonia el marqués de Montealegre en nombre del monarca. Poco después, el 23 de noviembre, el papa Clemente XIII lo creó cardenal de la iglesia del título de San Lorenzo in Panis Perna. El rey recibió la birreta cardenalicia, impuesta a Fernández de Córdoba en el Oratorio Real del Palacio del Pardo el 14 de febrero de 1762. Más tarde, en 1769 fue a Roma para asistir a la elección del nuevo pontífice, de donde salió elegido Clemente XIV el 19 de mayo de 1769. El papa se despidió del cardenal con grandes honores y señales de estima y le regaló un Agnus Dei y un relicario de plata de gran calidad que contenía reliquias de los santos de las órdenes menores, y además le dio el encargo de entregar a Carlos III una reliquia de San Antonio de Padua. Cuando en 1771, Carlos III instituyó la Orden de Carlos III, lo nombró gran canciller y ministro principal de la misma. Por la estima que tenía del monarca y del resto de cortesanos, permaneció en la corte.
Continuó viviendo en la corte de Madrid hasta el 6 de mayo de 1777, cuando murió en la calle de Alcalá, donde residía. El día 8 fue conducido con honores militares en la Iglesia del Colegio de Santo Tomás, donde con la asistencia de la capilla real, se lo enterró en el centro de la iglesia. En su testamento dejó su hacienda para fundar una casa para la enseñanza de niños pobres y huérfanos.